# اتیل کربامات

اتیل کاربامات که به آن یورتان نیز گفته می‌شود، یک ترکیب آلی با فرمول CH 3 CH 2 OC(O)NH 2 می‌باشد. این ترکیب یک استر از اسید کاربامیک و یک جامد سفید رنگ است. علی‌رغم نامش، جزء پلی یورتانها نمی‌باشد. از آنجایی که این ماده سرطان‌زا می‌باشد، به ندرت از آن استفاده می‌کنند، ولی به طور طبیعی در مقادیر کم در بسیاری از انواع غذاها و نوشیدنی‌های تخمیری ایجاد می‌شود.

## سنتز
این ترکیب به صورت صنعتی با حرارت دادن اوره و اتیل الکل به دست می‌آید.  علاوه بر این از اثر آمونیاک بر روی اتیل کلروفرمات نیز تشکیل می‌شود.

## کاربردها

### کاربردهای زیست پزشکی
اتیل کاربامات به عنوان یک عامل ضد نئوپلاستیک و همچنین برای سایر اهداف دارویی مورد استفاده قرار گرفته است، اما پس از اینکه سرطان‌زا بودن آن کشف شد، این کاربرد در سال 1943 پایان یافت. با این وجود، ژاپنی‌ها در تزریقات پزشکی از این ماده ترکیبی استفاده کردند و از سال 1950 تا 1975 حدود 100 میلیون آمپول 2 میلی‌لیتری از محلول‌های 7 تا 15 درصد اتیل کاربامات که به عنوان حلال کمکی در آب برای حل کردن مسکن‌های نامحلول در آب مورد استفاده قرار می‌گرفت‌، به عنوان تسکین دهنده درد، بعد از عمل جراحی به بیماران تزریق شد. تخمین زده‌اند که این دوزها در سطوحی قرار دارند که در موش‌ها سرطان زا می‌باشند.  این عمل در سال 1975 متوقف شد. به نظر می‌آید که این وضعیت تاسف‌بار پزشکی، بیشترین تعداد (میلیون‌ها) افرادی که در معرض بیشترین دوزهای یک ماده سرطان‌زای خالص ثبت شده قرار گرفته‌اند، به خود اختصاص داده است  جیمز میلر نویسنده و محقق سرطان ایالات متحده، قصد داشت مطالعاتی برای تعیین اثرات بر نرخ سرطان ژاپن انجام دهد، اما ظاهراً هیچ‌کدام از آن مطالعات محقق نشده است.[نیازمند منبع]
قبل از جنگ جهانی دوم، اتیل کاربامات پیش از اینکه سرطان‌زا، سمی و تا حد زیادی بی‌اثر باشد، برای درمان مولتیپل میلوما به نسبت زیادی مورد استفاده  قرار می‌گرفت.  طبق مقررات FDA ایالات متحده، اتیل کاربامات از استفاده دارویی خارج شده است. با این وجود، مقادیر کمی از اتیل کاربامات در آزمایشگاه‌ها، به‎عنوان بی‌حس‌کننده برای حیوانات به کار گرفته می‌شود. 
اتیل کاربامات در سال 2007 میلادی به‌عنوان سرطان‌زای گروه 2A توسط IARC طبقه‌بندی شده است.
از اتیل کاربامات اغلب به عنوان بی‌حس‌کننده در آزمایش های حیوانی استفاده می‌کنند، هر سال بیش از 100 مطالعه حیوانی با استفاده از اتیل کاربامات انتشار می‌یابد.  یکی دیگر از مزایای استفاده از اتیل کاربامات طولانی بودن مدت اثر آن می‌باشد، به طوریکه برخی از موش‌های صحرایی بالغ، تا 24 ساعت پس از مصرف دارو، بی‌هوش می‌شوند.  همچنین این ماده فعالیت عصبی در قشر مغز را به اندازه ایزوفلوران کاهش نمی‌دهد. 

### سایر استفاده‌ها
پیشتر، از اتیل کاربامات به‌عنوان یک واسطه شیمیایی در تهیه رزین‌های آمینه استفاده می‌کردند، که این ماده به‌نوبه خود از عوامل متصل‌کننده عرضی برای تیمارهای نساجی با فشار دائمی برای ایجاد پارچه‌های "شست و شو و پوشیدن" بوده است. از دیگر کاربردهای اتیل کارامات استفاده از آن به‌عنوان حلال یا واسطه در ساخت آفت‌کش‌ها، لوازم آرایشی و بهداشتی و داروسازی می‌باشد.

## حضور در نوشیدنی‌ها و غذاها
در اواسط دهه 1980، حضور وسیع اتیل کاربامات در نوشیدنی‌های الکلی  کشف شد. در سال 1987، مرکز ایالات متحده برای علم در منافع عمومی، برای بالا بردن سطح آگاهی مردم درباره این موضوع،  کتاب Tainted Booze: The Consumer's Guide to Urethane in Alcoholic Beverages را منتشر کرد. مطالعات بیانگر آن هستند که بیشتر نوشیدنی‎های الکلی تخمیر شده با مخمر، رگه‌هایی از اتیل کاربامات ( 15ppb تا 12ppm) دارند.  سایر نوشیدنی‌ها و غذاهای تهیه شده از طریق تخمیر هم شامل اتیل کاربامات می‌باشند. به‌عنوان مثال، نان شامل 2ppb می‌باشد و همچنین در برخی از نمونه های سس سویا به مقدار 20ppb وجود دارد.  مقادیری از اتیل کاربامات و متیل کاربامات نیز در شراب‌ها، ساکه، براندی، آبجو، ویسکی و سایر نوشیدنی‌های حاوی الکل تخمیر شده، وجود دارد.
شکل زیر بیانگر آن است که اتیل کاربامات از واکنش اتانول با اوره به وجود می‌آید:

این واکنش در دماهای بالاتر بسیار سریع‌تر تشکیل می‌شود؛ بنابراین می‌توان غلظت‌های بالاتری از اتیل کاربامات را در نوشیدنی‌هایی که در طول فرآوری گرم می‌شوند؛ مانند ویسکی، براندی و سایر نوشیدنی‌های مقطر مشاهده کرد. افزون بر این، گرما دادن پس از بسته‌بندی چه در حین حمل و نقل یا چه در زمان آماده‌سازی، سطح اتیل کاربامات را افزایش خواهد داد.
اوره‌ای که در شراب‎ها وجود دارد، از متابولیسم آرژنین یا سیترولین توسط مخمر یا موجودات دیگر تشکیل می‌شود. در ابتدا محصول زائد اوره تا زمانی که به سطح معینی برسد، تحت عملیات متابولیزه قرار می‌گیرد. در آن نقطه، از خارج دفع می‌شود، در اینجا می‌تواند برای ایجاد اتیل کاربامات، با الکل واکنش دهد.
در سال 1988، تولیدکنندگان شراب و سایر تولیدکنندگان نوشیدنی‌های الکلی در ایالات متحده توافق کردند که سطح اتیل کاربامات موجود در شراب را به کمتر از 15ppb(قسمت در میلیارد) برسانند و مقدار آن را کنترل کنند. آنها همچنین توافق کردند که مقدار این ماده را در نوشیدنی‌های الکلی قوی‌تر به کمتر از 125ppb برسانند 
اگرچه نمی‌توان مقدار اوره را از بین برد، اما می‌توان مقدار آن را با کنترل لقاح انگور، با به حداقل رساندن قرارگیری در معرض حرارت آنها، استفاده از مخمر خود شبیه سازی  و سایر اقدامات لازم، به حداقل رساند.  علاوه بر این، برخی از گونه‌های مخمر توسعه یافته برای کمک به کاهش اتیل کاربامات در طول فرایند تولید تجاری نوشیدنی‌های الکلی، مورد استفاده قرار می‌گیرند.
از دیگر مکانیسم‌های مهم برای تشکیل اتیل کاربامات در نوشیدنی‌های الکلی می‌توان به واکنش سیانید به عنوان پیش‌ساز اشاره کرد. این واکنش سبب می‌شود که مقادیر نسبتاً بالایی در ارواح مشتق شده از گیاهان سیانوژن مانند رام آگریکل ( Rhum agricole ) ایجاد شود.

## خطرات
اتیل کاربامات به طور جدی و حاد برای انسان سمی نیست، همانطورکه از آن به‌عنوان یک دارو استفاده می‌کنند. مطالعات سمیت حاد بیانگر آن است که حداقل دوز کشنده در موش‌ها و خرگوش‌ها برابر با 1.2گرم بر کیلوگرم یا بیشتر بوده است.  زمانی که اتیل کاربامات به صورت دارویی مورد استفاده قرار گرفته است، حدود 50 درصد از بیماران مبتلا به تهوع و استفراغ بوده‌اند و استفاده طولانی مدت از اتیل کاربامات منجر به خونریزی گوارشی آنها شده است. این ترکیب تقریباً هیچ بویی ندارد و دارای طعمی خنک، شور و تلخ می‌باشد.
تحقیقات روی موش‌ها و همسترها نشان می‌دهد که اتیل کاربامات زمانیکه به‌صورت خوراکی، تزریقی یا روی پوست استفاده شود، باعث ایجاد سرطان می‌شود، اما به دلیل ملاحظات اخلاقی، هیچ مطالعه کافی در مورد سرطان ناشی از اتیل کاربامات بر روی انسان منتشر نشده است.  با این وجود، در سال  2007 میلادی، آژانس بین‌المللی تحقیقات سرطان، اتیل کاربامات را به‌عنوان یک سرطان‌زای گروه 2A که «احتمالاً برای انسان سرطان‌زا می‌باشد» افزایش داد، که این گروه یک سطح کمتر از سرطان‌زای کامل برای انسان می‌باشد. IARC بیان کرده است که به طور معقولی می‌توان پیش بینی کرد که اتیل کاربامات بر اساس شواهد کافی از سرطان‌زایی در حیوانات آزمایشگاهی، یک عامل سرطان‌زا برای انسان می‌باشد.  در سال 2006 میلادی، هیئت کنترل مشروبات الکلی انتاریو در کانادا، موارد وارداتی شراب را به دلیل وجود سطوح بیش از حد اتیل کاربامات رد کرد.:[نیازمند منبع]
تحقیقات صورت گرفته درسال 2009 میلادی در هنگ کنگ   و همچنین تحقیقات انجام شده در سال 2015 میلادی در کره جنوبی، میزان قرارگیری در معرض تجمعی با اتیل کاربامات را در زندگی روزمره نشان می‌دهد. غذاهای تخمیر شده مانند ، کیمچی، سس سویا، خمیر سویا، نان، رول، کراکر و کشک لوبیا، همراه با شراب، ساک و شراب آلو، غذاهایی هستند که بالاترین سطح اتیل کاربامات را در رژیم‌های غذایی سنتی آسیایی دارند.
در سال 2005 میلادی، JECFA (کمیته مشترک خبره FAO/WHO در مورد افزودنی‌های غذایی) با انجام ارزیابی ریسک اتیل کاربامات،  به این نتیجه رسید که مصرف MOE اتیل کاربامات که در ترکیب مواد غذایی روزانه و نوشیدنی‌های الکلی موجود است، نگران‌کننده بوده و اقدامات کاهشی برای کاهش اتیل کاربامات در برخی نوشیدنی‌های الکلی باید مستمر باشد. تردید کمی وجود دارد  که اتیل کاربامات موجود در نوشیدنی‌های الکلی برای مقامات بهداشتی بسیار مهم می‌باشد، درحالی‌که قرار گرفتن در معرض تجمعی روزانه در رژیم غذایی معمولی نیز موضوع نگران کننده‌ای است که روز به روز موجب نگرانی بیشتر می‌شود و باید به طور دقیق‌تر مشاهده و بررسی شود. مطالعه‌ای که در کشور کره‌ جنوبی صورت گرفت، به این نتیجه ختم شد که: "مطلوب است که سطح اتیل کاربامات در غذاهای کره‌ای از نزدیک مورد بررسی قرار گیرد و راه‌هایی برای کم کردن مصرف روزانه مردم یافت شود."
ارزیابی IARC سبب شده است که ایالات متحده اقدامات نظارتی بر روی این موضوع انجام دهد:[نیازمند منبع]
- NESHAP : فهرست شده به عنوان آلاینده‌ای که برای هوا بسیار خطرناک است. (HAP)
- قانون پاسخ، جبران خسارت و مسئولیت جامع زیست محیطی: مقدار قابل گزارش (100پوند)=(RQ)
- برنامه‌ریزی اضطراری و قانون حق دانستن جامعه، فهرست انتشار مواد سمی EPA: یک ماده فهرست شده مشمول الزامات گزارش RCRA
- زباله های خطرناک فهرست شده در RCRA : ماده - U238

## تشخیص در مشروبات الکلی
نگرانی‌های ناشی از جنبه‌های سم‌شناسی EC به همراه سطوح غلظت پایینی (μg/L) که در شراب‌ها وجود دارد، و همچنین بروز تداخل در تشخیص، چندین محقق را بر آن داشت تا روش‌های جدیدی را برای تعیین آن در شراب‌ها پدید بیاورند. از چندین تکنیک استخراج و کروماتوگرافی بهره برده‌اند که از جمله آنها می‌توان به استخراج مداوم مایع-مایع (LLE) با دستگاه سوکسله، مشتق سازی با 9-گزانتیدرول و سپس کروماتوگرافی مایع با کارایی بالا (HPLC) با تشخیص فلورسانس و حتی LLE پس از مشتق سازی که به دنبال آن کروماتوگرافی گازی همراه با تشخیص طیف سنجی جرمی (GC-MS) هم پدید می‌آید، اشاره کرد. از سوی دیگر، سازمان بین المللی تاک و شراب (OIV) از روش مرجع تعیین شده‌ای برای استخراج فاز جامد (SPE) قبل از تعیین کمیت GC-MS استفاده می‌کند. روش‌های دیگر هم از SPE بهره می‌برند، اما از کروماتوگرافی گازی با طیف‌سنجی جرمی (MDGC/MS) و کروماتوگرافی مایع با طیف‌سنجی جرمی به صورت متوالی (LC-MS/MS) برای تشخیص استفاده می‌کنند. بسیاری از روش‌های موجود در مطبوعات برای تعیین کمیت EC، کروماتوگرافی گازی را مورد استفاده قرار می‌دهند و از LLE و SPE به عنوان تکنیک‌های استخراج بهره می‌برند. با این وجود، تلاش‌های زیادی نیز برای توسعه روش‌های جدید برای تعیین EC بدون استفاده از فرایندهای طولانی و تحلیل‌های سخت، در عین حال با ترکیب دقت و حساسیت بالا، صورت گرفته است. در این جهت، میکرو استخراج فاز جامد فضای سر (HS-SPME) برجسته شده و روش‌های جایگزین با استفاده از جدیدترین فناوری شناسایی و کمی‌سازی، مانند کروماتوگرافی گازی با تشخیص طیف‌سنجی جرمی متوالی (GC-MS/MS) و کروماتوگرافی گازی دو بعدی با طیف سنجی جرمی زمان پرواز (GC × GC-ToFMS) پیشنهاد شده است.
استخراج میکرو را می‌توان توسط جاذب بسته بندی شده (MEPS) نیز انجام داد. روش MEPS/GC-MS برای تعیین کمیت EC در شراب‌ها استفاده می‌شود. 
استخراج مایع-مایع کوچک شده (mLLE) و به دنبال آن LC-MS/MS می‌توان برای تعیین EC در شراب، بدون استفاده از عوامل مشتق کننده بهره برد.

## ترکیبات مرتبط
سایر کاربامات‌ها عبارتند از متیل کاربامات ، بوتیل کاربامات ،  و فنیل کاربامات (m. p. 149–152 °C)،  که می‌توانند از کلروفرمات و آمونیاک مربوطه نیز به دست آیند. این استرها در دمای اتاق جامدات سفیدرنگ و کریستالی هستند. به جز فنیل کاربامات، بقیه در دماهای متوسط تصعید می‌شوند، البته متیل کاربامات در دمای اتاق تصعید می‌شود. دو مورد اول، اتیل کاربامات و فنیل کاربامات در بنزن، اتر و آب بسیار محلول هستند. کاربامات‌های ذکرشده داخل پرانتز ( متیل ، بوتیل و فنیل) فقط برای اهداف تحقیقاتی آن هم در مقادیر کم، مورد استفاده قرار می‌گیرند.

## همچنین ببینیː
- کاربامات
- متیل کاربامات